# انتخابات مجلس الأمة الكويتي 2003
أقيمت الانتخابات العاشرة لمجلس الأمة الكويتي في عام 2003، وقد وزعت الدوائر على حسب نظام الخمسة والعشرون دائرة، ويفوز أصحاب المركزين الأول والثاني بالمقعد النيابي.

## توزيع الدوائر الانتخابية
الدائرة الأولى
- منطقة الشرق
- منطقة الدسمة
- منطقة المطبة
- منطقة دسمان
- منطقة بنيد القار

الدائرة الثانية
- منطقة المرقاب
- ضاحية عبد الله السالم

الدائرة الثالثة
- منطقة القبلة
- منطقة الشويخ
- منطقة الشامية

الدائرة الرابعة
- منطقة الدعية
- منطقة الشعب
- جزيرة فيلكا وسائر الجزر

الدائرة الخامسة
- منطقة القادسية
- منطقة المنصورية

الدائرة السادسة
- منطقة الفيحاء
- منطقة النزهة

الدائرة السابعة
- منطقة كيفان

الدائرة الثامنة
- منطقة حولي
- منطقة ميدان حولي
- منطقة النقرة
- منطقة بيان
- منطقة مشرف

الدائرة التاسعة
- منطقة الروضة

الدائرة العاشرة
- منطقة العديلية
- منطقة الجابرية
- منطقة السرة

الدائرة الحادية عشر
- منطقة الخالدية
- منطقة قرطبة
- منطقة اليرموك

الدائرة الثانية عشر
- منطقة السالمية
- منطقة البدع
- منطقة سلوى
- منطقة الراس

الدائرة الثالثة عشر
- منطقة الرميثية

الدائرة الرابعة عشر
- منطقة أبرق خيطان
- منطقة خيطان الجديدة

الدائرة الخامسة عشر
- منطقة الفروانية
- منطقة عين بغزي

الدائرة السادسة عشر
- منطقة العمرية
- منطقة الرابية
- منطقة الرقعي
- منطقة الأندلس

الدائرة السابعة عشر
- منطقة جليب الشيوخ
- منطقة الشدادية
- منطقة صيهد العوازم
- منطقة العضيلية
- منطقة العارضية

الدائرة الثامنة عشر
- منطقة الصليبيخات
- منطقة الدوحة
- منطقة أمغرة
- منطقة غرناطة

الدائرة التاسعة عشر
- منطقة الجهراء الجديدة
- منطقة الصليبية والمساكن الحكومية

الدائرة العشرون
- منطقة الجهراء وحدود الكويت مع العراق شمالا وغربا وحدود الكويت مع السعودية حتى المتياهة.

الدائرة الحادية والعشرون
- مدينة الأحمدي
- منطقة المقوع
- منطقة واره
- منطقة الصبيحية
- منطقة الجعيدان حتى حدود الكويت مع السعودية
- منطقة هدية
- منطقة الفنطاس
- منطقة المهبولة
- منطقة أبو حليفة
- منطقة الفنيطيس
- منطقة المسيلة
- ضاحية صباح السالم

الدائرة الثانية والعشرون
- منطقة الرقة

الدائرة الثالثة والعشرون
- منطقة الصباحية

الدائرة الرابعة والعشرون
- منطقة الفحيحيل
- منطقة المنقف

الدائرة الخامسة والعشرون
- منطقة أم الهيمان
- ميناء عبد الله
- منطقة الزور
- منطقة الوفرة حتى حدود الكويت الجنوبية مع السعودية.

## الفائزون حسب الدوائر
الدائرة الأولى
- صالح عاشور
- يوسف حسن الزلزلة

الدائرة الثانية
- محمد براك المطير
- عبد الوهاب راشد الهارون

الدائرة الثالثة
- جاسم الخرافي
- محمد جاسم الصقر

الدائرة الرابعة
- عبد الواحد محمود العوضي
- عبد الله يوسف الرومي

الدائرة الخامسة
- أحمد يعقوب باقر
- علي فهد الراشد

الدائرة السادسة
- مشاري جاسم العنجري
- فهد صالح الخنه

الدائرة السابعة
- وليد مساعد الطبطبائي
- عادل عبد العزيز الصرعاوي

الدائرة الثامنة
- أحمد عبد المحسن المليفي
- حسن عبد الله جوهر

الدائرة التاسعة
- بدر شيخان الفارسي
- ناصر جاسم الصانع

الدائرة العاشرة
- جمال حسين العمر
- باسل سعد الراشد

الدائرة الحادية عشر
- علي عبد الله السعيد
- أحمد عبد العزيز السعدون

الدائرة الثانية عشر
- مخلد راشد العازمي
- سالم عبد الله الحماد

الدائرة الثالثة عشر
- حسين علي القلاف
- صلاح خورشيد

الدائرة الرابعة عشر
- فيصل علي المسلم
- وليد مناحي العصيمي

الدائرة الخامسة عشر
- علي سالم الدقباسي
- براك ناصر النون أبوحقطة

الدائرة السادسة عشر
- ضيف الله فضيل أبورمية
- محمد حمود الفجي

الدائرة السابعة عشر
- حسين مزيد الديحاني
- مسلم محمد البراك

الدائرة الثامنة عشر
- خلف دميثير العنزي
- راشد سلمان الهبيدة

الدائرة التاسعة عشر
- محمد خليفه الخليفة
- عواد برد العنزي

الدائرة العشرون
- طلال مبارك العيار
- محمد محسن البصيري

الدائرة الحادية والعشرون
- وليد خالد الجري
- خالد سالم العدوة

الدائرة الثانية والعشرون
- جاسم علي الكندري
- عبد الله عكاش العبدلي

الدائرة الثالثة والعشرون
- غانم علي الميع
- فهد دهيسان الميع

الدائرة الرابعة والعشرون
- علي حمود الهاجري
- عصام سلمان الدبوس

الدائرة الخامسة والعشرون
- مرزوق فالح الحبيني
- عبد الله فالح راعي الفحماء